# 超級機器人大戰Operation Extend
《超級機器人大戰Operation Extend》（日语：スーパーロボット大戦Operation Extend）為南夢宮萬代遊戲以萬普名義發售的超級機器人大戰系列遊戲。第1章於2013年7月18日在PlayStation Portable上配信，並於2015年12月24日停止配信。簡稱「機戰OE」「SRWOE」。
官方宣傳為「擴大（Extend）的戰場上，你能夠離開戰鬥嗎……」。

## 概要
本系列作是系列中第一次以電子軟件分發形式發售的專用作品。整個劇情共由8章（1章的劇情數約有20話以上）構成，會依序推出下載。另外亦預定有其他副劇情及道具會以Download Content的形式追加下載。作為之前系列作中從未有過的要素、還追加有能增加經驗值以及能夠讓改造段數提升等效果的收費項目「部隊零件」、讓玩家可以利用現實的金錢而可以更順利遊玩遊戲。
基於盡量增加參戰作品的製作方針、登場角色都只保留各作品的主要角色、作為主軸的劇本雖然也包括各作品的故事及世界觀、但也遭到有意圖的簡化。另外無論是主線或輔線，只要過關後，都可以重複選擇遊玩。
自2009年發售的Wii作品《超級機械人大戰NEO》（下稱《NEO》）以來，本作再次使用3D多邊形作單位的圖像。而且主要的遊戲系統亦會使用《NEO》的系統。

## 原創系列

### 原創人物
草薙征士郎（CV：四宮豪）
搭乘機体：艾格札特（エグザート）
八重垣緋鞠（CV：阿澄佳奈）
艾格札特的副駕駛

## 參戰作品

### 一覽
★標誌為系列作初參戰作品。☆標誌為携帶機初參戰作品、V標誌為在有配音的機戰作品中初參戰作品。E標誌為第一章配信後的追加參戰作品。
- ☆霸王大系龍騎士（覇王大系リューナイト）
- 天元突破紅蓮螺巖（天元突破グレンラガン）
- 蒼藍流星（蒼き流星SPTレイズナー）
- 裝甲騎兵（装甲騎兵ボトムズ）
- 裝甲騎兵 紅肩隊記錄 野心的根源（装甲騎兵ボトムズ レッドショルダードキュメント 野望のルーツ）
- E裝甲騎兵 最後的紅肩隊（装甲騎兵ボトムズ ザ・ラストレッドショルダー）
- 裝甲騎兵 裴爾森密件（装甲騎兵ボトムズ ペールゼン・ファイルズ）
- ☆絕對無敵（絶対無敵ライジンオー）
- ☆元氣爆發（元気爆発ガンバルガー）
- ☆熱血最強（熱血最強ゴウザウラー）
- ☆完全勝利（日语：完全勝利ダイテイオー）
- Code Geass 反叛的魯路修（コードギアス 反逆のルルーシュ）
- E Code Geass 反叛的魯路修R2（コードギアス 反逆のルルーシュR2）
- 機動戰士GUNDAM（機動戦士ガンダム）
- 機動戰士GUNDAM 第08MS小隊（機動戦士ガンダム 第08MS小隊）
- 機動戰士GUNDAM0080 口袋裡的戰爭（機動戦士ガンダム0080 ポケットの中の戦争）
- 機動戰士Z GUNDAM（機動戦士Ζガンダム）
- 機動戰士GUNDAM ZZ（機動戦士ガンダムΖΖ）
- 機動戰士GUNDAM 馬沙之反擊（機動戦士ガンダム 逆襲のシャア）
- 機動武鬥傳G GUNDAM（機動武闘伝Gガンダム）
- 新機動戰記GUNDAM W（新機動戦記ガンダムW）
- 機動戰士GUNDAM SEED DESTINY（機動戦士ガンダムSEED DESTINY）
- 機動戰士GUNDAM 00（機動戦士ガンダム00）
- 聖戰士丹拜因（聖戦士ダンバイン）
- ENew Story of Aura Battler DUNBINE（New Story of Aura Battler DUNBINE）
- 重戰機（重戦機エルガイム）
- ★索斯機械獸（ゾイド -ZOIDS-）
- ★E機獸新世紀ZERO（ゾイド新世紀／ゼロ）
- V索斯機械獸V（ゾイドジェネシス）
- 戰國魔神豪將軍（戦国魔神ゴーショーグン）
- 超獸機神斷空我（超獣機神ダンクーガ）
- ☆NG騎士檸檬汽水&40（NG騎士ラムネ&40）
- ★機動警察（TV系列）（機動警察パトレイバー（TVシリーズ））
- ★機動警察 劇場版（機動警察パトレイバー 劇場版）
- ★Keroro軍曹（ケロロ軍曹）
- ☆獸神萊卡（獣神ライガー）
- 真蓋特機器人 世界最後之日（真(チェンジ!!)ゲッターロボ 世界最後の日）
- 超時空要塞Frontier（マクロスF）
- 真鐵甲萬能俠 衝擊！Z篇（真マジンガー 衝撃! Z編）
- E魔裝機神 THE LORD OF ELEMENTAL（魔装機神 THE LORD OF ELEMENTAL）

### 解說
以上作品列表為剛發表時的參戰作品，以後的參戰作品將順次序追加。另外第1章並不會有全部參戰作品登場，而是隨其他章節的發表陸續登場。
《Keroro軍曹》的參戰是為同作誕生15周年的紀念。。

### 封面登場機體

#### 初期
- Keroro機械人Mk-II with Keroro軍曹（Keroro軍曹）
- 真（真蓋特機器人 世界最後之日）
- VF-25F 彌賽亞（超時空要塞Frontier）
- 霸王鮮果汁（NG騎士檸檬汽水&40）
- GUNDAM（機動戰士GUNDAM）
- 英格倫1號機（機動警察）
- 紅蓮螺巖（天元突破紅蓮螺巖）
- 重裝長牙獅（索斯機械獸）

#### 第4章配信後追加登場機體
- 龍騎士·傑法（霸王大系龍騎士）
- （蒼之流星SPT力士拿）
- 眼鏡鬥犬（裝甲騎兵）
- 雷神王（絕對無敵）
- （元氣爆發）
- 戈修羅（熱血最強）
- 大帝王（完全勝利）
- GUNDAMEz8（機動戰士GUNDAM 第08MS小隊）
- GUNDAMNT-1 ALEX（機動戰士GUNDAM0080 口袋中的戰爭）
- ΖGUNDAM（機動戰士Ζ GUNDAM）
- ΖΖGUNDAM（機動戰士GUNDAMΖΖ）
- （機動武鬥傳GGUNDAM）
- 飛翼鋼彈零式（新機動戰記GUNDAMW）
- GUNDAM（機動戰士GUNDAMSEED DESTINY）
- 00 Raiser（機動戰士GUNDAM00）
- 丹拜因（聖戰士丹拜因）
- L-Gaim（重戰機）
- （索斯機械獸V）
- 豪將軍（戰國魔神豪將軍）
- 斷空我（超獸機神斷空我）
- 火焰萊卡（獸神萊卡）
- （真鐵甲萬能俠 衝擊！Z篇）

## 系統
與過去的格子狀地圖方式不同、使用《NEO》系統的圓圈狀移動方式、並且將它當作新系統放入其中。
武装
繼承有「押出」等《NEO》獨自的武器特殊能力、還追加有「光線」「捕捉」等新武裝特殊能力。另外也擁有具備兩種特殊能力的武裝。與《NEO》同様，武器並沒有彈數的限制、只會消耗EN。
地形
除了加上《NEO》「陸」「空」地型外，也增加「宇宙」地型、即使在宇宙空間也能進行戰鬥。地圖構成上，在「宇宙」及「地」的地圖上，就算只有宇宙適性、沒有空適性也能夠在宇宙上移動。與《NEO》同樣只會表示適應或不適應、但欠缺像是其他系列作中較詳細（命中率、回避率補正等）的適性表示。在「空」及「宇宙」的移動所消費的能量也會比「陸」還大。
精神指令
與《NEO》同様，即使在敵回合也能使用。「必中」及「閃避」的效果被大幅變更、變成擁有命中補正/回避補正的效果。
強化零件交換
本作中擁有能夠以打敗敵人所得到的素材零件來交換強化零件的「零件交易」功能。
集團出撃
本作中可以組成最多5機組成的集團、除了單機出擊外，也可以集團出擊。組隊的機體群也都是固定（例：RX-78鋼彈、鋼加農、鋼坦克、G戰機）、集團出擊只能在可能的劇本中以集團方式出擊。戰鬥基本上是由在地圖上呈現的機體負責。隨著氣力上升還可以使出由各機體接續攻擊的「連攜攻撃」。在地圖上呈現的機體也能夠使用指令「交換」而切換機體。經驗值能夠全體共享、補給・修理也適用在集團中的機體。
模擬訓練
滿足特定條件後就能夠解放的劇本。能夠使用主角所屬組織開發的高性能模擬訓練來進行實戰訓練。不僅能夠重複遊玩、透過模擬訓練、也能夠得到敵人的素材零件及金錢。系統中還有《GC/XO》的輔線劇本。
連續任務
在一部主線任務中可以讓成員連續出擊、例如○話-1中出撃的成員在連續出擊中，在○話-2中○話-1出擊的成員就無法在本話中出擊。但取而代之的是連續過關的場合下，可以得到連續紅利。
機体改造
本作的機体改造、在零件交易中，除了需要資金外，也需要EC、資金足夠但EC不夠的場合下依然無法改造機體。EC可以透過劇本過關、對話事件發生、達成項目（遊玩時間、總擊墜數）等方式入手外、在第二次的劇本遊玩下，開啟限制遊玩（等級及改造値與敵機同值）並且過關下，能夠得到一般劇本過關時的2倍EC。

## 註腳
來源
1. ↑  . 熱血!必中! スパログ. 2013-03-29  [2013-03-29].[永久]
2. ↑  .   [2013-04-04]. （原始内容存档于2016-05-15）.

注釋
1. ↑  宇宙空間中的戰鬥在《NEO》時就已經存在

## 外部連結
- 超級機器人大戰OE 官方網站 （页面存档备份，存于）